# XMule
xMule (X11 Mule) fue un cliente para la red P2P eDonkey desarrollado para todas las plataformas Unix, especialmente para Linux. Este proyecto ya no es desarrollado, y los usuarios de xMule se trasladaron a la red BitTorrent o usan aMule en el sitio oficial de xMule.
xMule fue un fork del cliente lMule. Tras importantes desavenencias en el Proyecto lMule, el 19 de agosto de 2003 se decidió crear el nuevo cliente, el día en que uno de los administradores de xMule, Ted R. Smith, fue demandado por la MPAA.
Desde entonces xMule ha sufrido de publicidad negativa a través de comentarios anónimos sobre críticas de software en sitios como GnomeFiles y Zeropaid, algunos de ellos incluso sugirieron que el proyecto había sido abandonado (mientras promovían aMule) cuando eso aún no había sucedido. El sitio oficial de aMule únicamente establece que "las relaciones entre los dos proyectos lamentablemente están en un mal estado", mientras el sitio de xMule contiene un extensivo manifiesto en el asunto, que llega hasta comparaciones con los diferentes códigos filosóficos detrás de Internet Explorer y Mozilla Firefox.
El proyecto fue abandonado, pero existe un fork en desarrollo llamado aMule.